# لوني تونز أدفيتشر : باسترز هايدن تريشور (لعبة فيديو)
لوني تونز أدفيتشر: باسترز هايدن تريشور (بالإنجليزية:Tiny Toon Adventures: Buster's Hidden Treasure) هي لعبة إلكترونية من نوع المغامرات، أنتجت شركة كونامي سنة 1993 بالترخيص من شركة وارنر برذرز.

## وصلات خارجية
- Official Konami Website
- The World of Tiny Toon Adventures Game Information
- Tiny Toon Adventures: Buster's Hidden Treasure على موقع غيم فاكس